# Walcherio da Malvern
Walcherio da Malvern, altrimenti noto come Walcherio di Lorena o Dottor Walcherio (fl. XI secolo), è stato un astronomo, astrologo e matematico britannico.
Fu il secondo Priore di  Malvern (in Inghilterra).
Walcherio era originario della Lotaringia e giunse in Inghilterra verso il 1091.  Divenne noto per l'uso di un astrolabio per misurare il periodo di tempo di numerose eclissi solari e lunari con un grado di accuratezza di circa quindici minuti.  Usando queste sue prime osservazioni approntò una serie di tavole astronomiche che fornivano i tempi relativi ai noviluni fra il 1036 e il 1111, che egli considerava importanti per fini di astrologia medica.
Le sue ultime osservazioni rivelarono errori significativi nelle sue tabelle, che riflettono le limitazioni delle prime teorie astronomiche d'età medievale.
In uno dei suoi ultimi scritti, che egli redasse sulla scorta dei dati di astronomia araba ricevuti dalla Spagna, registrò gli angoli in gradi, minuti e secondi, malgrado egli scrivesse tali numeri usando le cifre romane e non quelle arabe.
La lapide tombale di Walcherio nella chiesa del Priorato di Malvern sottolinea le sue capacità di "abile astrologo e matematico". Come responsabile del Priorato esercitò una notevole influenza nella contea del Worcestershire.